# Ponor (geologie)

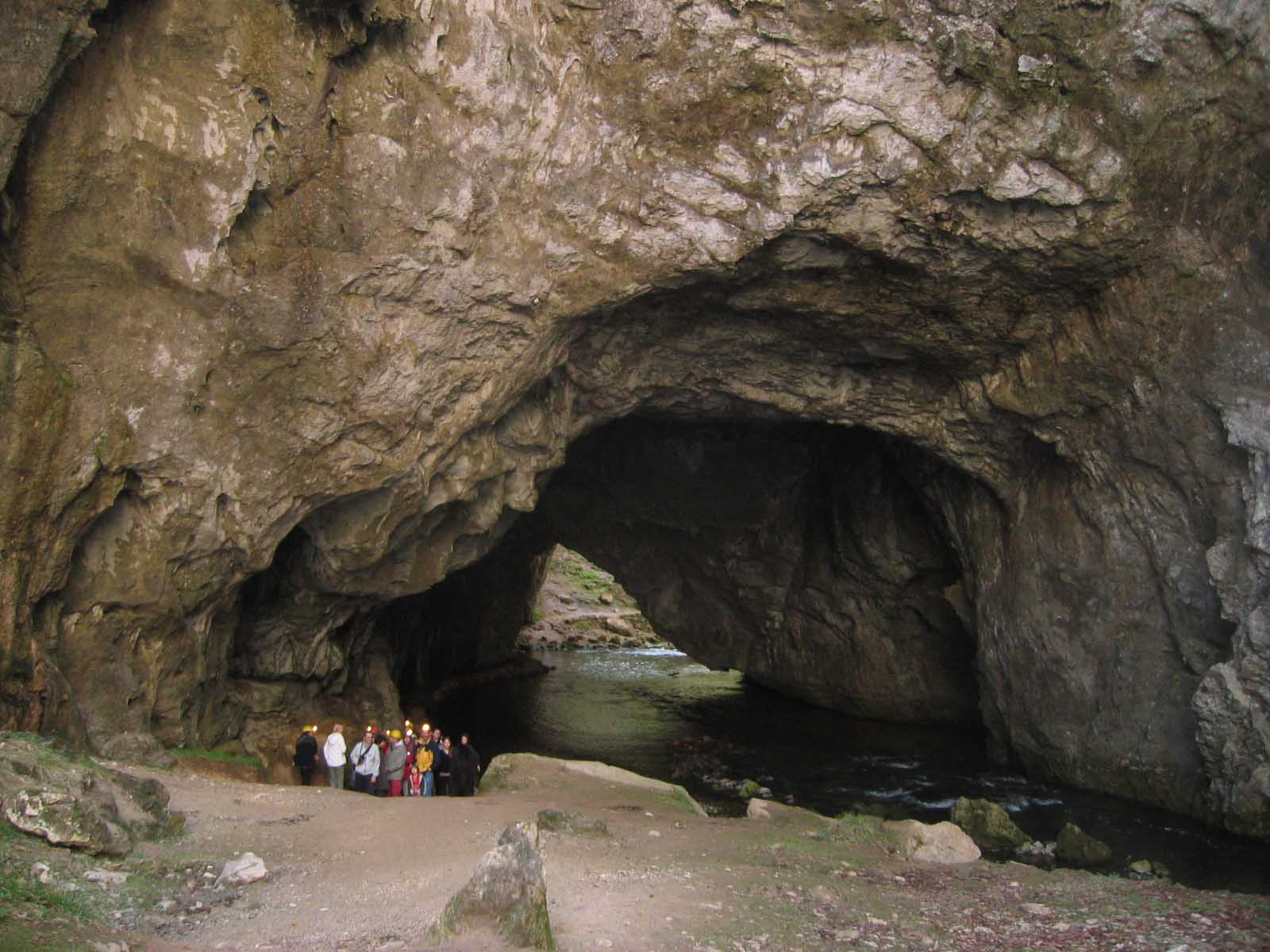
Een van de vele ponors in de rivier de Rak, Slovenië

Een ponor is een plek in een karstlandschap waar water in de ondergrond verdwijnt. Het woord "ponor" komt voor in Zuid-Slavische talen waar het dezelfde betekenis heeft.

## Beschrijving
Een ponor is een special soort zinkgat. Een zinkgat staat droog, een ponor bevat water. Het water verdwijnt in een gangenstelsel. Hier zal het kalksteen verweren en grotten vormen. Een zinkgat hoeft niet door het oplossen van kalksteen ("karst") ontstaan te zijn.

## Verschijningsvorm
Ponors komen wereldwijd voor, maar alleen in een karstlandschap. 

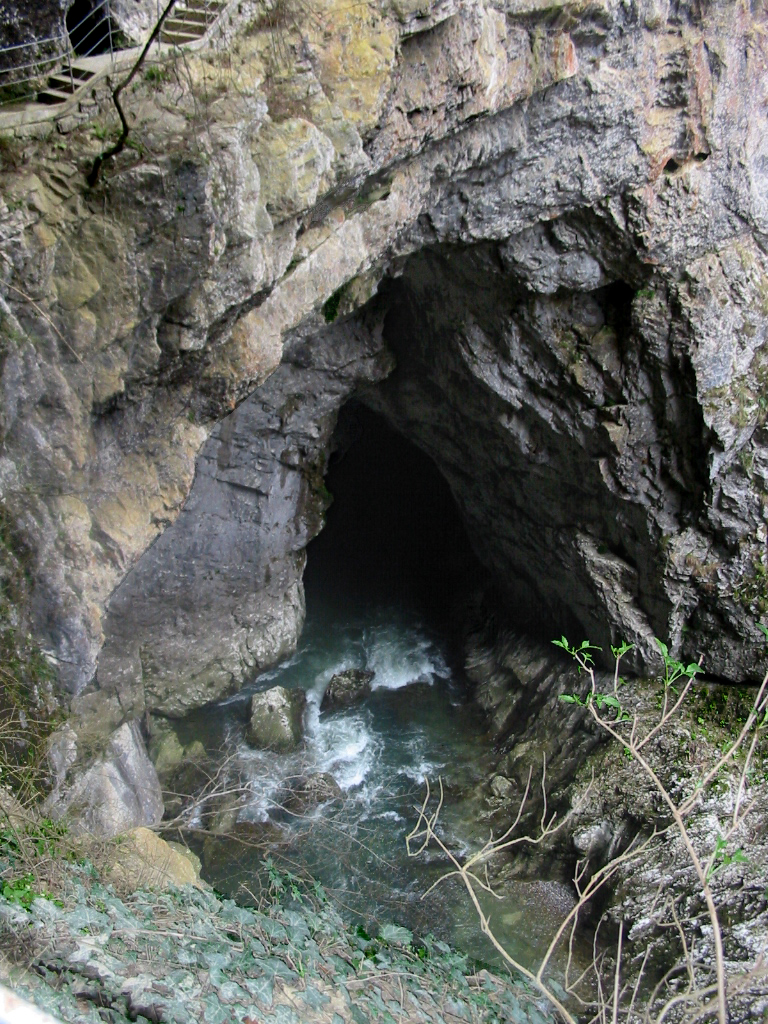
Een ponor, waarin de rivier Reka verdwijnt in de Grotten van Škocjan, Slovenië
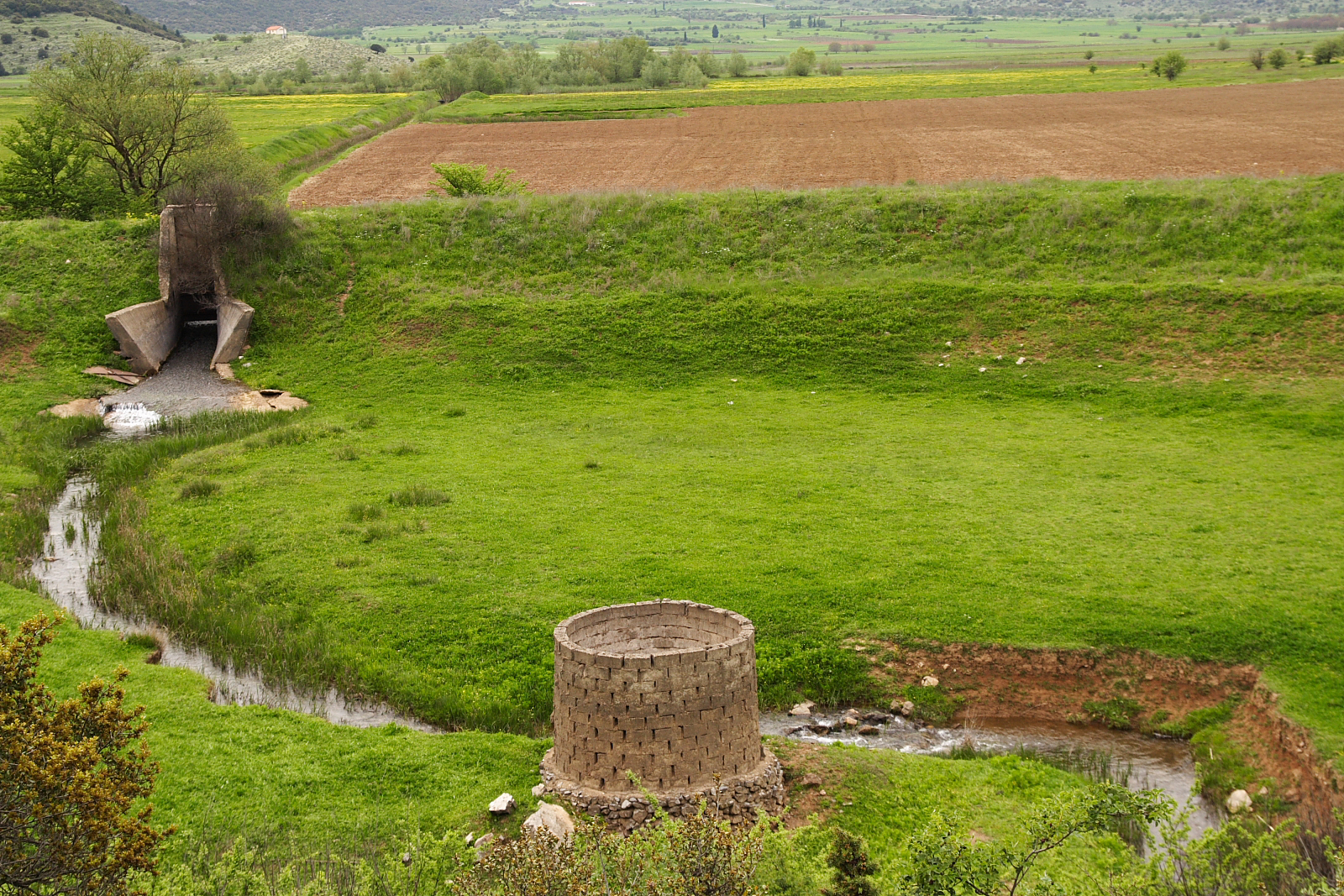
Ontvangstbekken voor een ponor (niet in beeld) op de Peloponnesos
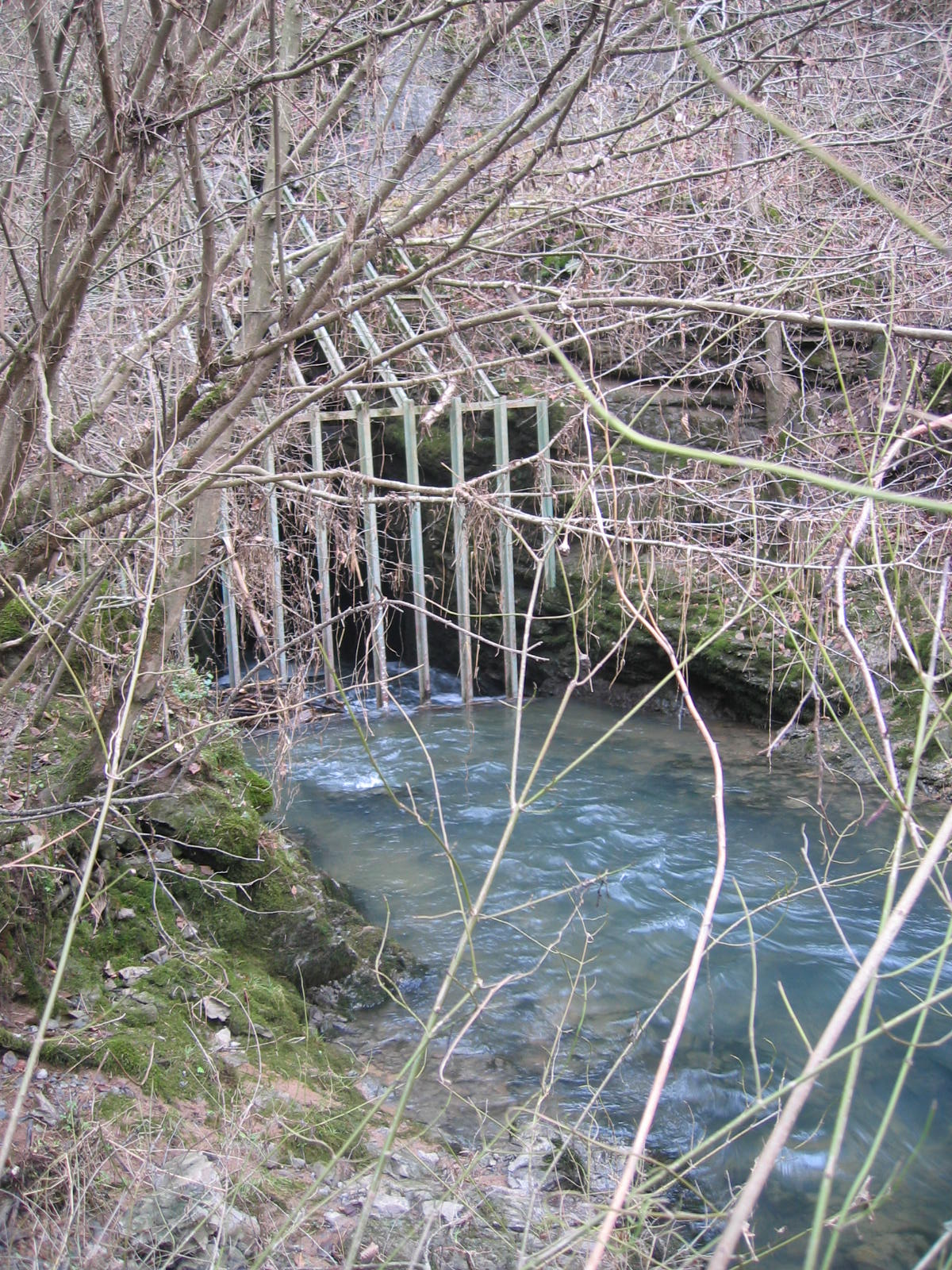
Een omheinde ponor ten zuiden van Grosuplje, Slovenië
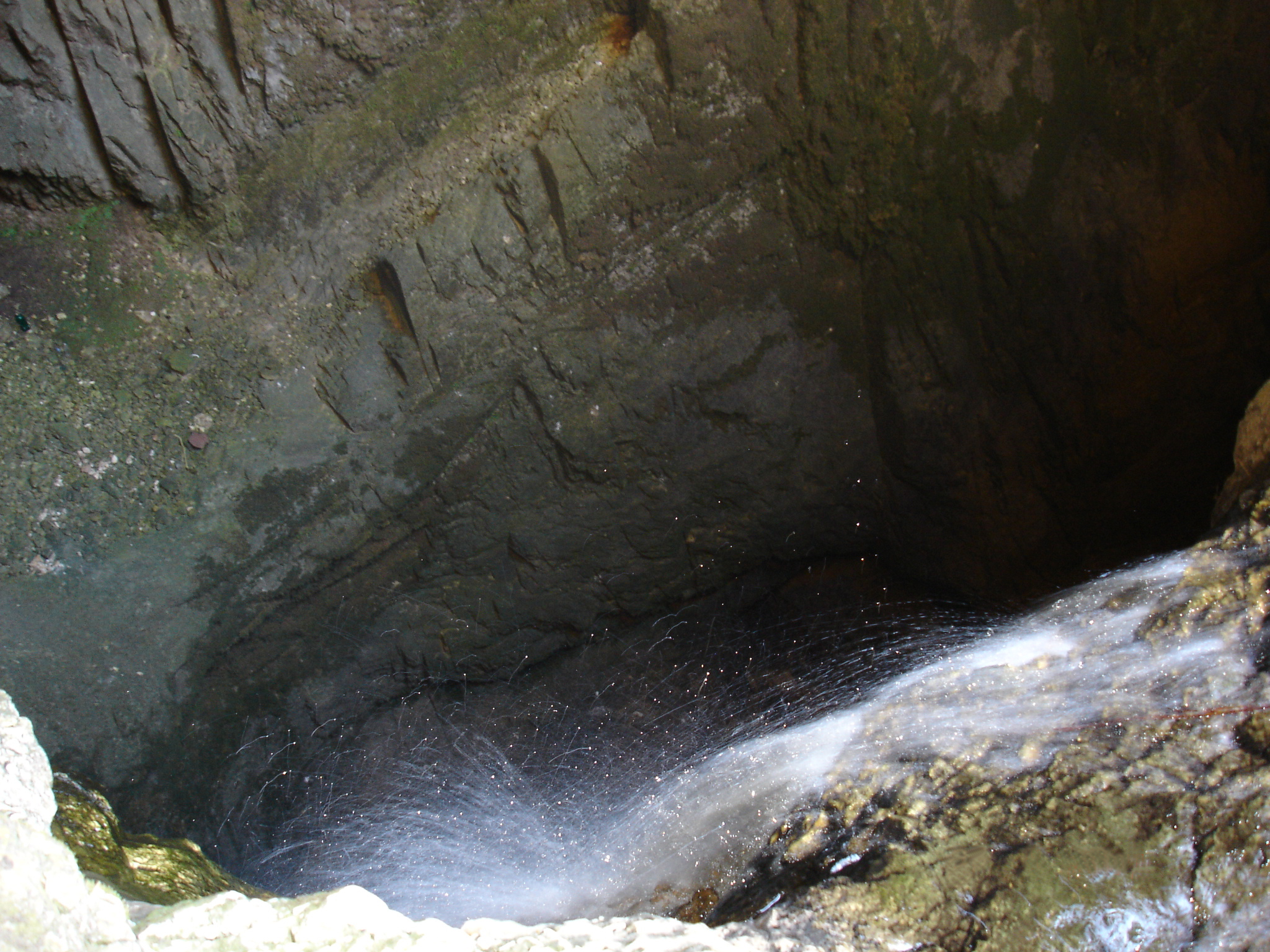
Closeup van een ponor in de Grotten van Câmpeneasca, bij Izbuc, Roemenië
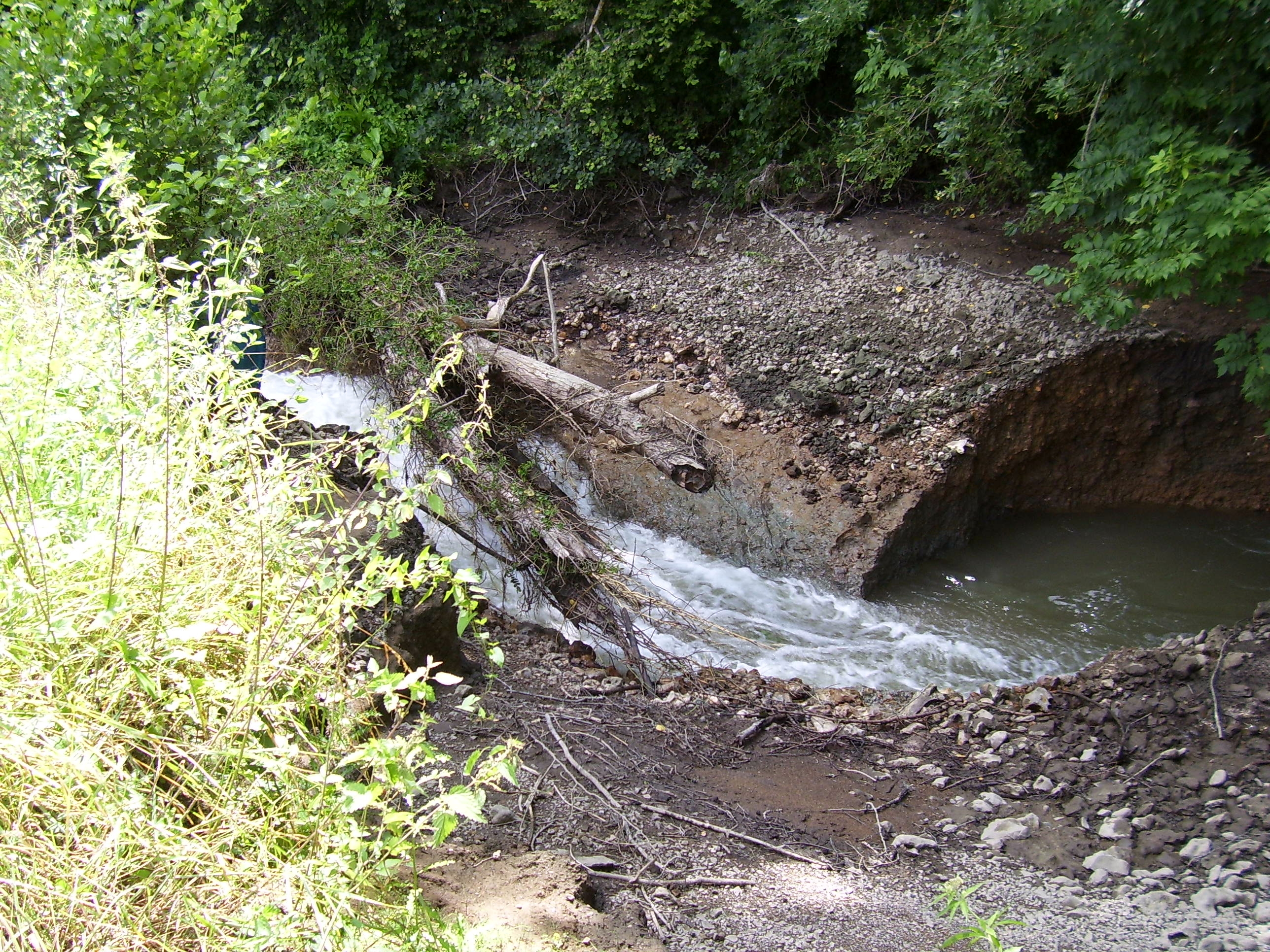
De rivier de Risle verdwijnt in een ponor tussen Ajou en La Houssaye, Frankrijk